# Rainure

Rainure débouchante et borgne

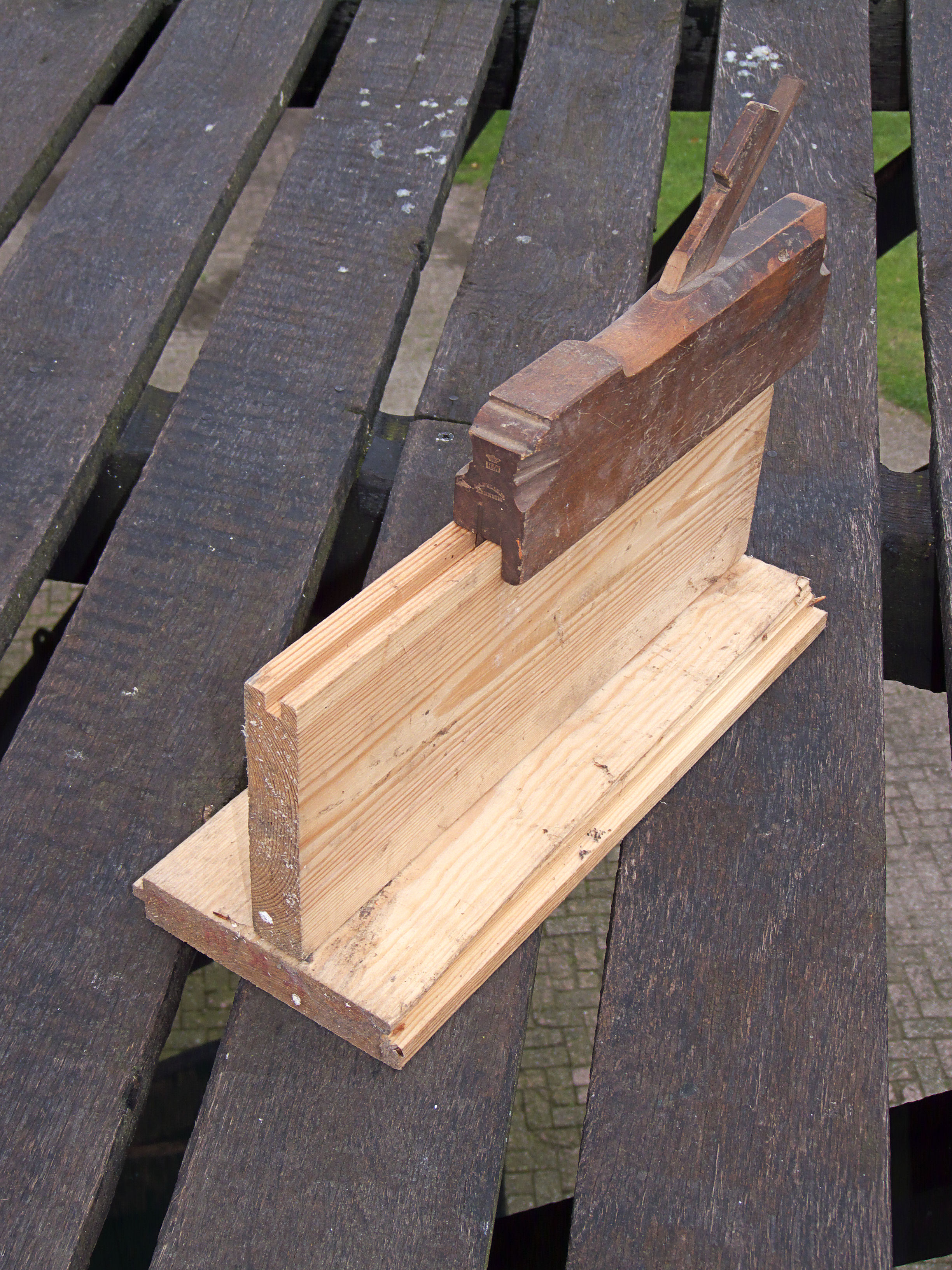
Bouvet, rabot à rainure (ploegschaaf)

Une rainure est une entaille longue (et souvent débouchante) sur une pièce pour recevoir une languette ou un lardon. Lorsqu'une rainure tourne autour d'un axe on parle alors plutôt de gorge.
L'action de réalisation d'une rainure se dit indifféremment rainer ou rainurer, elle s'effectue avec un bouvet.